# José Sarney
José Ribamar Ferreira Sarney de Araujo Costa (ur. 24 kwietnia 1930 w Pinheiro w stanie Maranhão) – brazylijski polityk, prawnik, malarz, poeta, prezydent kraju w latach 1985–1990.

## Życiorys
Z wykształcenia prawnik, adwokat; autor książek beletrystycznych, jest członkiem Brazylijskiej Akademii Literatury (od 1980). W latach 1956–1966 deputowany do Kongresu Narodowego, 1965–1970 pełnił funkcję gubernatora rodzinnego stanu Maranhão. Zasiadł następnie (1970) w Senacie. W latach 1980–1984 kierował rządzącą Partią Demokratyczno-Społeczną (PDS). Opuścił PDS w lipcu 1984 i utworzył nowe ugrupowanie – Partię Frontu Liberalnego (PFL). 15 stycznia 1985 został wybrany na wiceprezydenta Brazylii; w związku z ciężką chorobą prezydenta elekta Tancredo Nevesa objął w jego imieniu władzę 15 marca 1985. Po śmierci Nevesa w kwietniu tego roku został zaprzysiężony jako pełnoprawny prezydent (do końca czteroletniej kadencji Nevesa). Był pierwszym cywilnym szefem państwa od 21 lat.
Za jego kadencji wprowadzono początkowo poprawkę do konstytucji, ustanawiającą bezpośrednie wybory prezydenckie (wcześniej było to zadaniem kolegium elektorskiego), a w 1988 nową konstytucję. Złą sytuację gospodarczą prezydent (będący jednocześnie szefem rządu) próbował zwalczyć planem stabilizacyjnym (Plano Cruzado), ale bez powodzenia. W czerwcu 1988 Kongres wydłużył kadencję Sarneya o dodatkowy rok; jego następcą został wybrany w grudniu 1989 Fernando Collor de Mello, zaprzysiężony w marcu 1990.
Po odejściu z funkcji prezydenta ponownie zasiadł w Senacie, w latach 2003–2005 był przewodniczącym tej izby. Jego syn José Sarney Filho został ministrem środowiska w administracji prezydenta Lula da Silva.

## Odznaczenia
Brazylijskie
- Krzyż Wielki Orderu Narodowego Zasługi (1985) – ex officio
- Krzyż Wielki Orderu Zasługi Sił Zbrojnych (1985) – ex officio
- Krzyż Wielki Orderu Zasługi Marynarskiej (1985) – ex officio
- Krzyż Wielki Orderu Zasługi Wojskowej (1985) – ex officio
- Krzyż Wielki Orderu Zasługi Lotniczej (1985) – ex officio
- Krzyż Wielki Orderu Rio Branco (1985) – ex officio
- Krzyż Wielki Orderu Zasługi Sądownictwa Wojskowego (1985) – ex officio
- Krzyż Złoty Medalu Zasługi Mauá (1985) – ex officio
- Wielki Łańcuch Medalu Konspiracji Minas Gerais[1]
- Krzyż Wielki Orderu Zasługi Pracy (1985) – ex officio
- Wielki Łańcuch Orderu Zasługi Sądownictwa Pracy (1985) – ex officio
- Krzyż Wielki Orderu Zasługi Komunikacyjnej (1985) – ex officio
- Wielki Łańcuch Orderu Kongresu Narodowego (1986)[1]
- Krzyż Wielki Orderu Narodowego Zasługi Edukacyjnej[1]
- Krzyż Wielki Orderu Zasługi Kulturalnej (2012)[1]
- Krzyż Wielki Orderu Zasługi Brasílii[1]

Zagraniczne
- Krzyż Wielki Orderu Legii Honorowej (Francja)
- Łańcuch Orderu Boyacá (Kolumbia)
- Łańcuch Orderu Orła Azteckiego (Meksyk)
- Łańcuch Orderu Zasługi Republiki (Włochy)
- Krzyż Wielki Orderu Słońca (Peru)
- Krzyż Wielki Orderu Kondora Andów (Boliwia)
- Krzyż Wielki Orderu Chrystusa (1997, Portugalia)[2]
- Łańcuch Orderu św. Jakuba od Miecza (1986, Portugalia)[2]
- Krzyż Wielki Orderu Infanta Henryka (2000, Portugalia)[2]